# Heimweh – Fernweh
Heimweh – Fernweh ist ein Jukebox-Musical, das von Max Sieber geschrieben und in der Messe Luzern im Dezember 2019 uraufgeführt wurde. Curtis Burger inszenierte die Choreographie. Dabei standen insgesamt 15 Musicaldarsteller (eine Mischung aus erfahrenen Künstlern und Neulingen und sechs Tänzerinnen) auf der Bühne und präsentierten 25 Schweizer Hits. Begleitet wurde das ganzer von einer fünfköpfigen Band. Insgesamt betrug die Zuschauerzahl der ersten Session über 24.000 Personen.

## Handlung
Frank (gespielt von Bo Katzman) und Julia (Nina Havel), seine Freundin aus dem Wallis, sind Besitzer des Strandclubs LIDO am See. Der Club läuft eher schlecht als recht. Lisa und Tom, Sohn und Tochter von Frank studieren und sind in ihren Ferien im LIDO um auszuhelfen. Alle sind sich einig, dass es neue Ideen braucht und Tom engagiert ziemlich fahrlässig eine Truppe, die, nicht ganz freiwillig, aus Grenada zurückgekehrt ist. Ein klappriger, farbig bemalter Tourbus fährt vor, die fünf Mitglieder machen einen ziemlich abenteuerlichen Eindruck.
Das Entsetzen ist erheblich und die Prüfung der Referenzen führt auch nicht gerade zur Beruhigung bei. Nur Jerome, der schwule Kellner, findet Gefallen an der Truppe, besonders an Robbie, dem Surfer aus Kalifornien. Tom bleibt optimistisch, was er auch muss, denn die Fünf bestehen auf ihren Vertrag. Sie wollen neben dem LIDO ein Spa errichten, sie hätten da grosse Erfahrung. Das Misstrauen bleibt konstant, trotzdem wird die Eröffnung gross gefeiert.

## Songliste
Der Fokus des Musicals gilt den Schweizer-Hits, welche die Szenen verbindet. Hier folgt eine Auswahl, Medleys und nur angespielte Hits werden ausgelassen.
| Song                       | Originalinterpret            |
| -------------------------- | ---------------------------- |
| Ich ha di gärn             | Gölä                         |
| Hippie Bus                 | Dodo                         |
| Bambele                    | Müslüm                       |
| Zündhölzli                 | Mani Matter                  |
| Lauenensee                 | Span                         |
| Indianer                   | Gölä                         |
| 079                        | Lo & Leduc                   |
| Schwan                     | Gölä                         |
| Ha kei Ahnig               | Steff la Cheffe              |
| Ich hätt no viel blöder ta | Gölä                         |
| Rosalie                    | Bligg                        |
| Vierwaldstättersee         | Kunz                         |
| Nadisna                    | Natacha                      |
| Hie bin i dihäi            | George                       |
| Heaven                     | Gotthard                     |
| Hemmigslos liebe           | Marc Sway & Fabienne Louves  |
| Punto                      | Loco Escrito                 |
| Heitere Fahne              | Trauffer                     |
| She got me                 | Luca Hänni                   |
| Bedside Radio              | Krokus                       |
| Träne                      | Florian Ast & Francine Jordi |
| Heimweh                    | Plüsch                       |
| Race                       | Yello                        |

## Ensemble
| Darsteller            | Rolle    |
| --------------------- | -------- |
| Bo Katzman            | Frank    |
| Nina Havel            | Julia    |
| Jochen Schaible       | Bonzo    |
| Ronja Borer           | Lisa     |
| Samuel Tobias Klauser | Tom      |
| Nora Keller           | Cyndi    |
| Cristina Maria Sieber | Gina     |
| Antonella Patitucci   | Katy     |
| Gianmarco Rostetter   | Michel   |
| Tim Merriam           | Jerome   |
| Sandro Stocker        | Robbie   |
| Monika Michel         | Lea      |
| Catherine Pagani      | Chiquita |
| Benjamin Fröhlich     | Swing 1  |
| Irina Bard            | Swing 2  |
| Lukas Ketterer        | Swing 3  |
| Kizzy Garcia          | TänzerIn |
| Mike Mächler          | TänzerIn |
| Marcelo Letra         | TänzerIn |
| Melanie Jaquet        | TänzerIn |
| Jasmin Büttel         | TänzerIn |
| Sabrina Götti         | TänzerIn |